# Тозкопаран (квартал)
„Тозкопаран“ (на турски: Tozkoparan) е квартал на Истанбул, разположен в околия Гюнгьорен. Общата му площ е 0,73 км2. Според данни на Адресната система за регистриране на населението (ABPRS) към 2023 г. населението на „Тозкопаран“ е 13 563 жители.